# Cataratas Ban Gioc Detian
Las cataratas Ban Gioc – Detian (en chino, 德天瀑布 y 板約瀑布; en vietnamita: Thác Bản Giốc y Thác Đức Thiên) son dos saltos de agua de Asia localizados en el río Quây Sơn (o Guichun), en la frontera entre China y Vietnam, en unas colinas kársticas a 272 km al norte de la capital vietnamita de Hanoi. Administrativamente pertenecen, en el lado chino, al condado de Daxin de la ciudad-prefectura de Chongzuo de la región autónoma de Guangxi; y, en el lado vietnamita, al distrito de Trung Khanh de la provincia de Cao Bằng.
Las cataratas caen una altura total de 53 m, siendo el mayor salto de 30 m. Está dividida en tres caídas por rocas y árboles, el efecto atronador del agua golpeando los acantilados se puede escuchar desde lejos.

## Galería

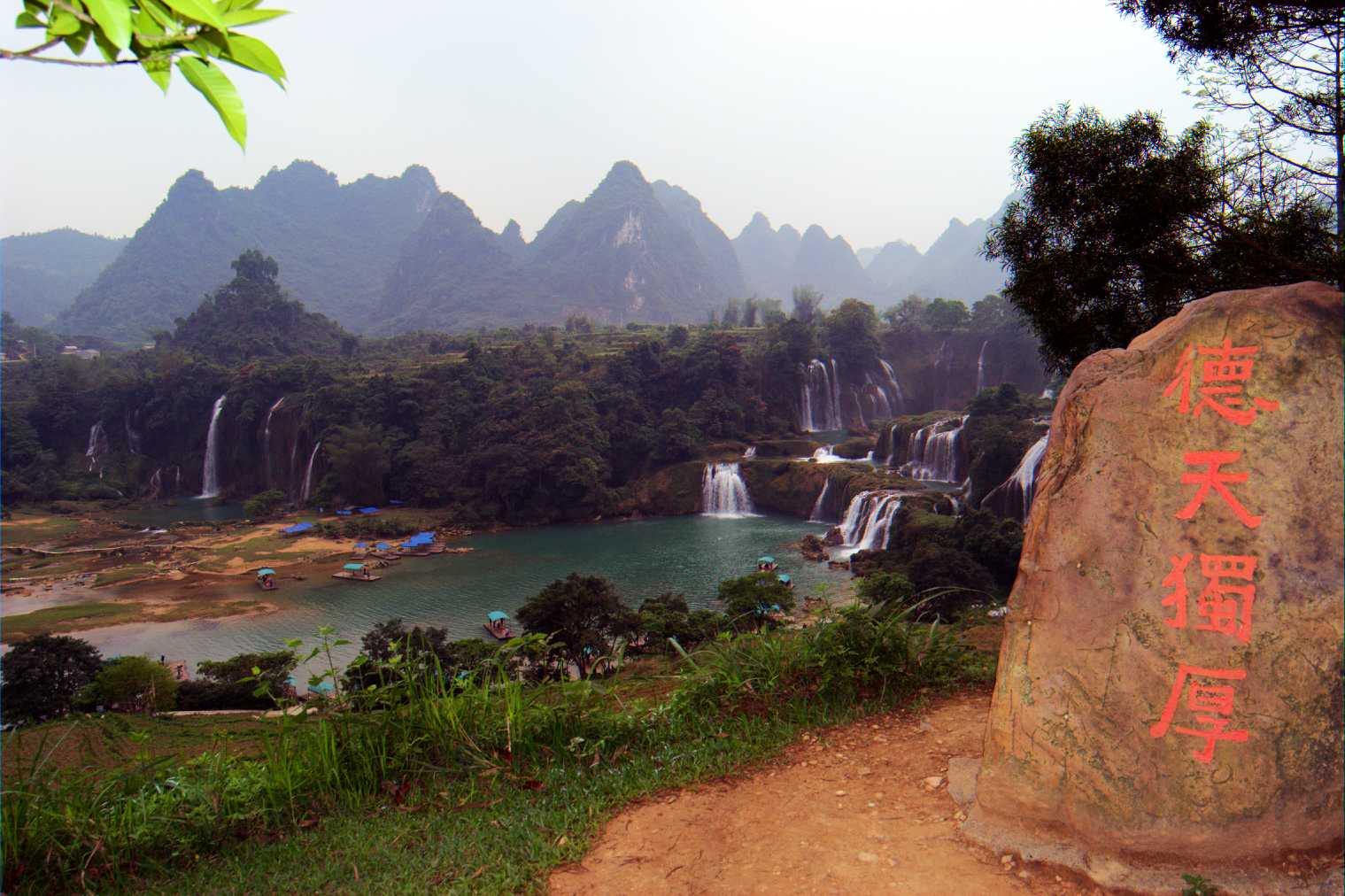
Cataratas vistas desde China
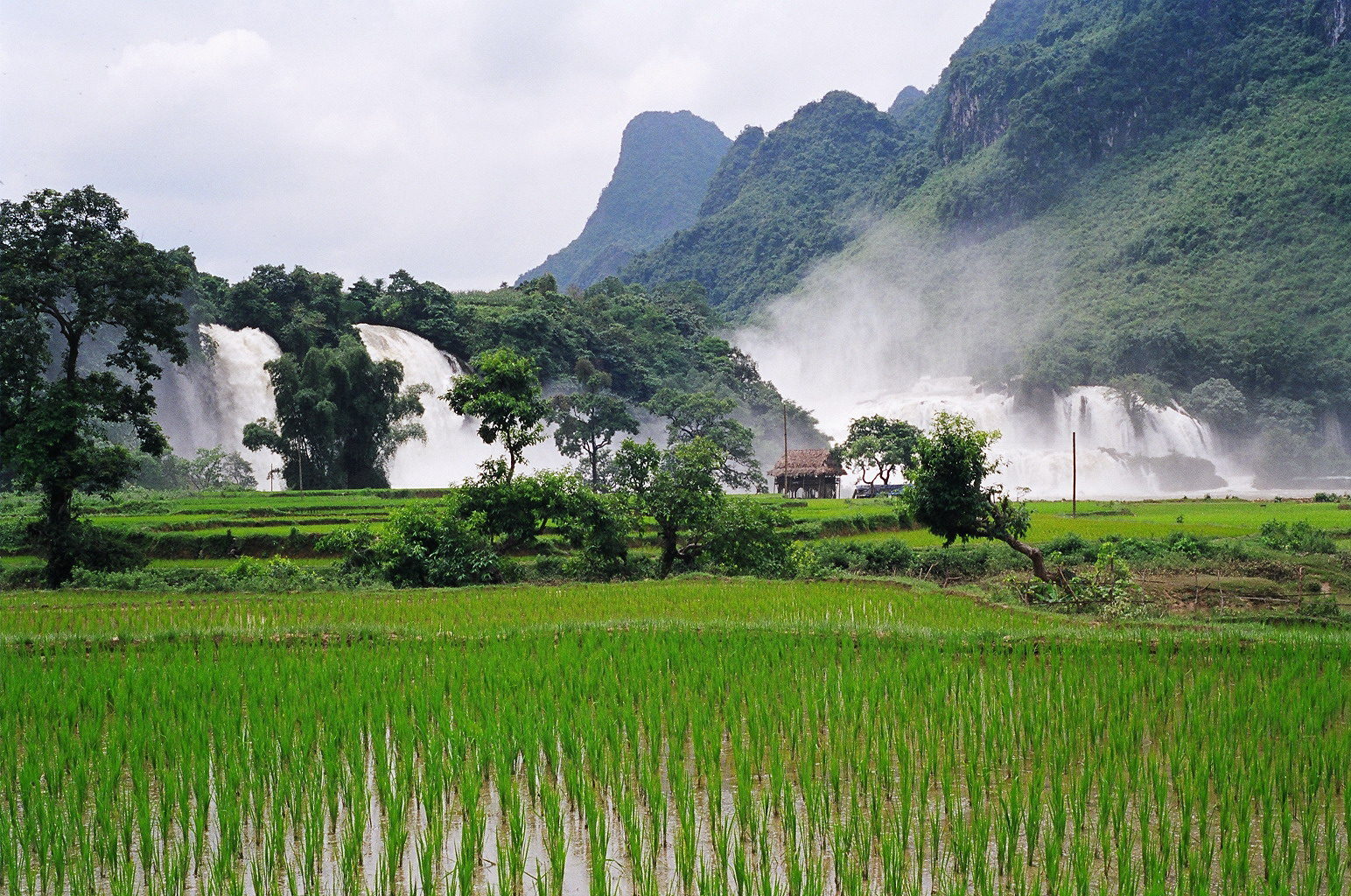
Cataratas en Vietnam
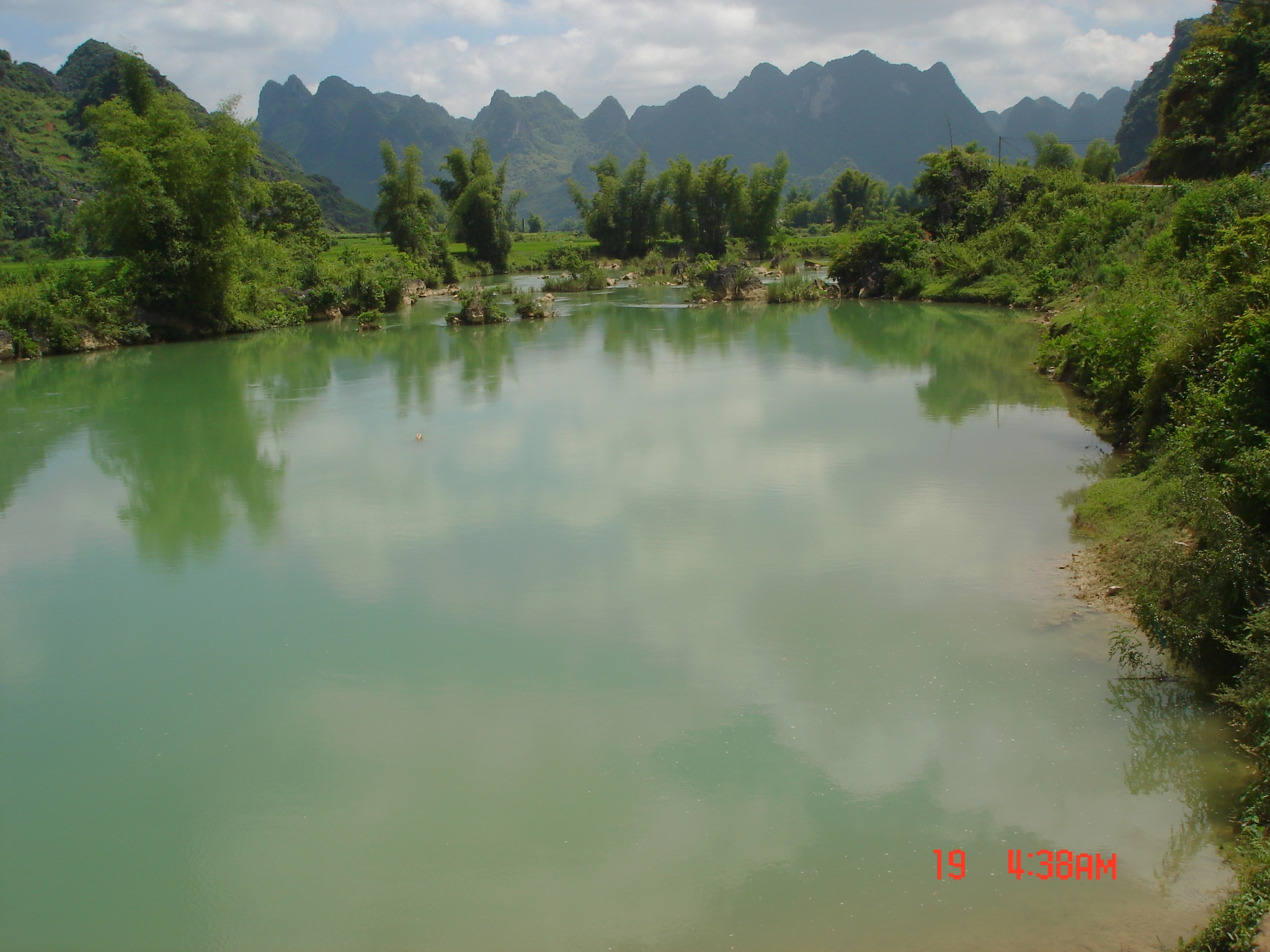
Calma engañosa antes de la gran catarata
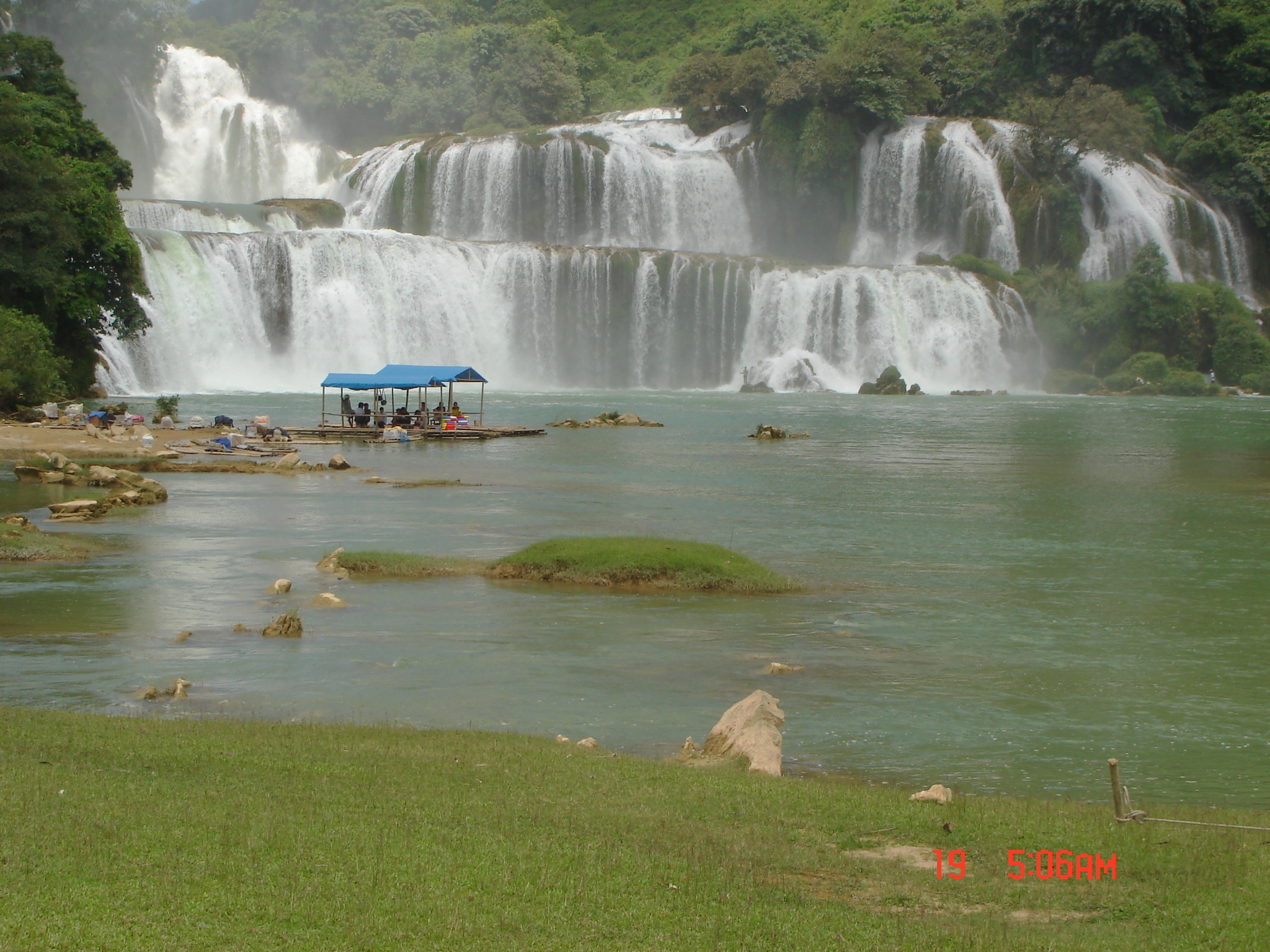
Conjunto de las cataratas
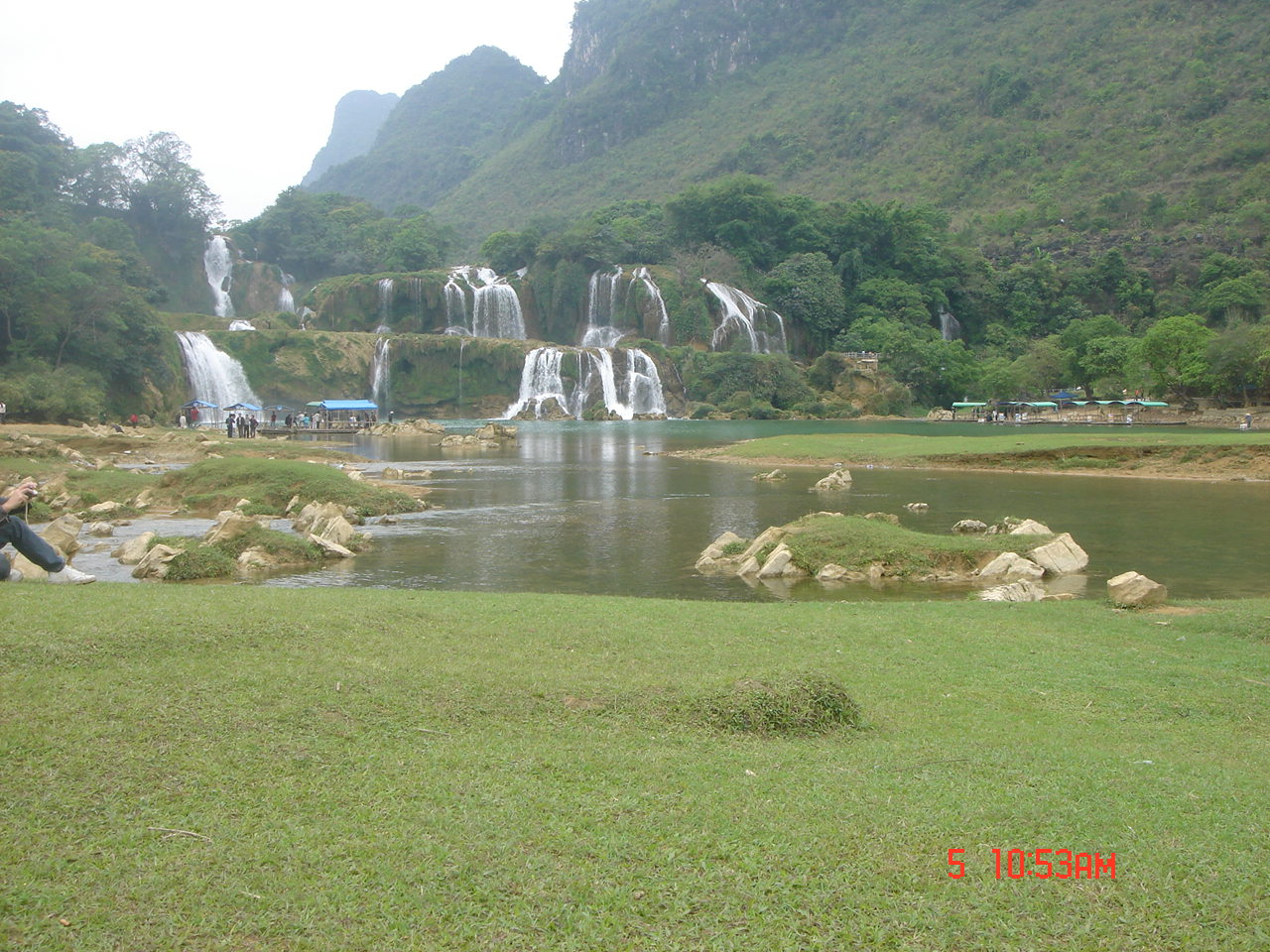
Cataratas en la estación seca
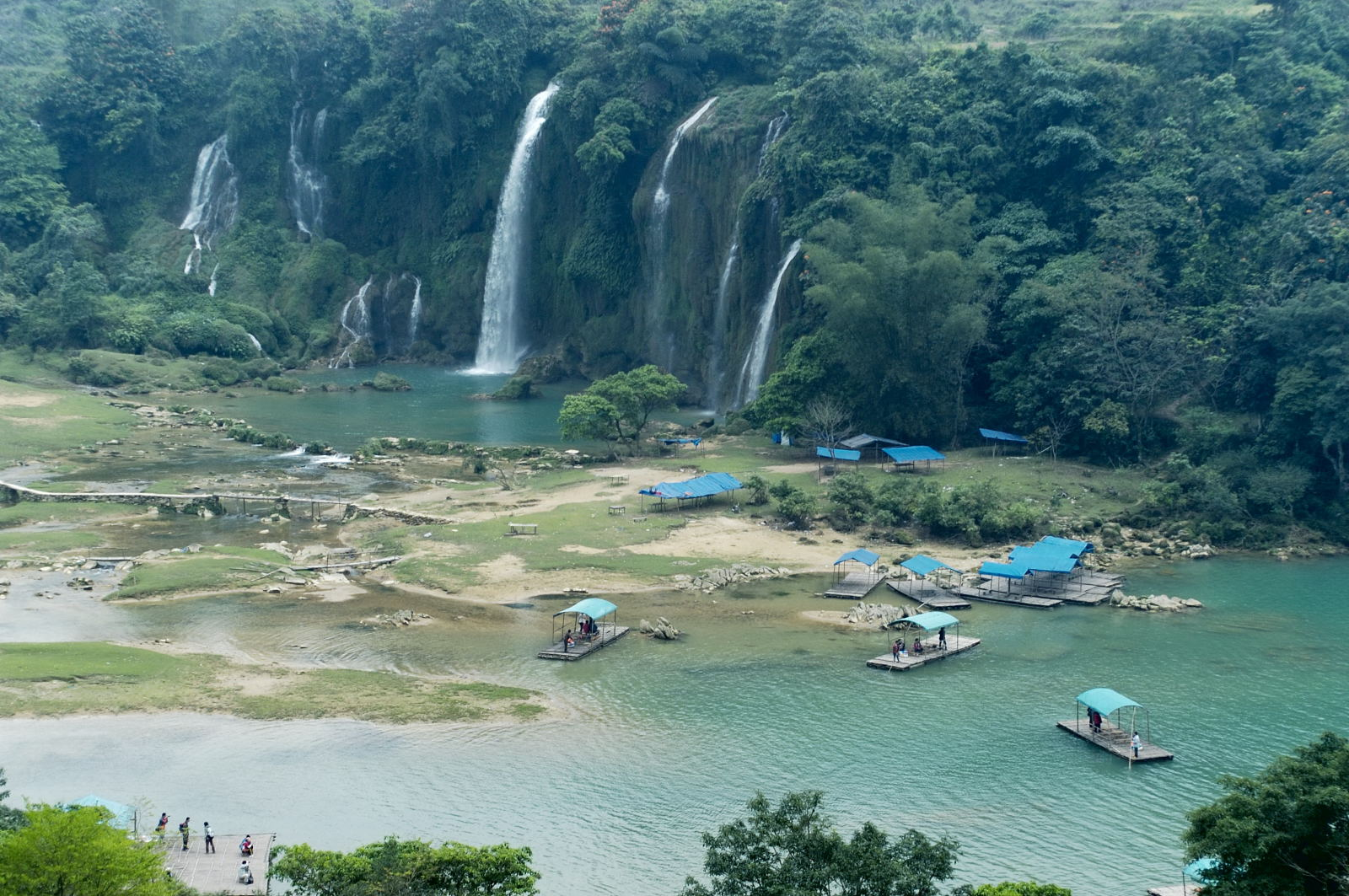
Barcas turísticos en las cataratas
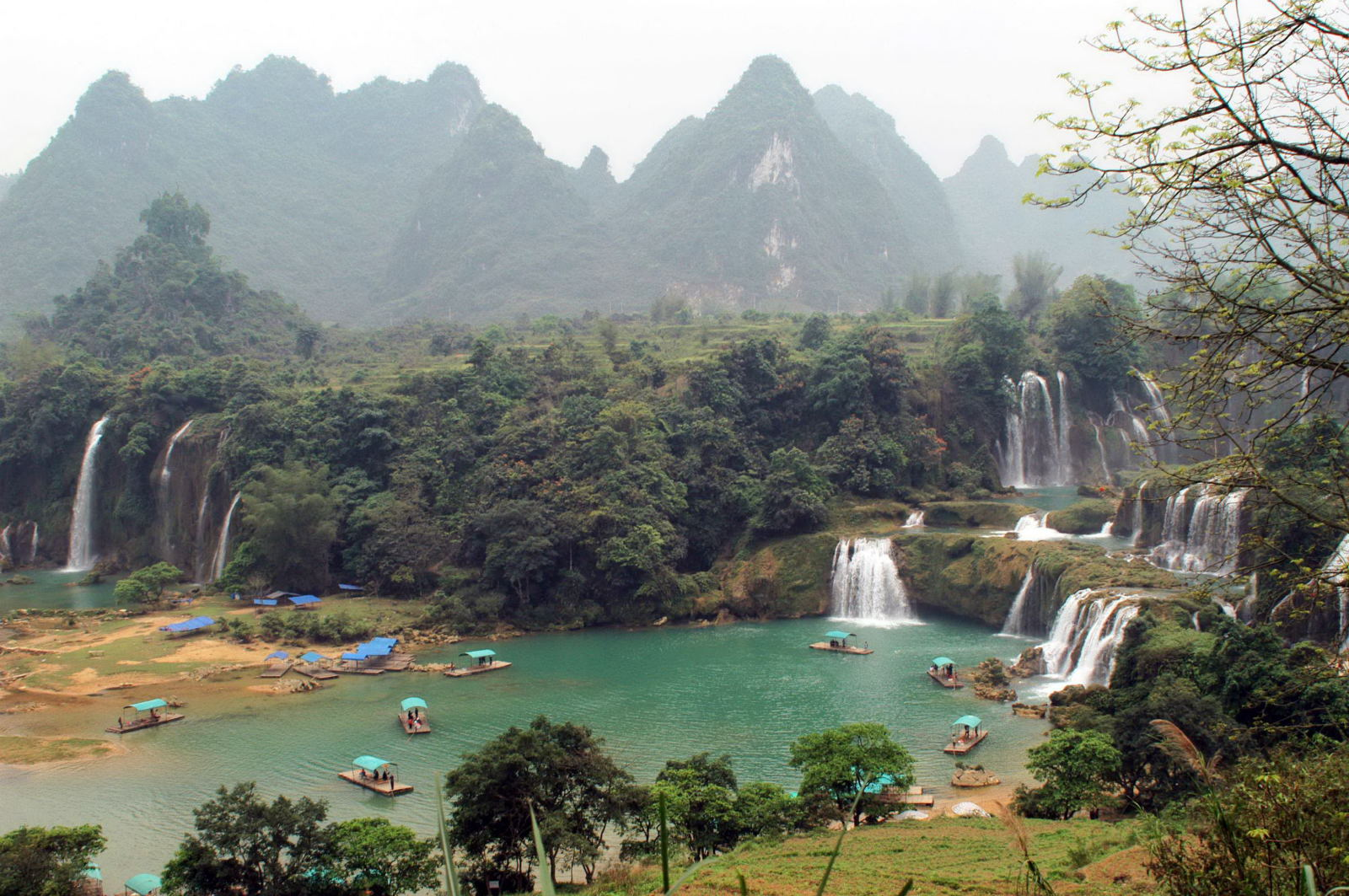
Conos cársticos en la zona